# Plant Ecology
Plant Ecology (Plant Ecol) ist eine begutachtete, internationale Fachzeitschrift für Pflanzenökologie.
Der Impact Factor beträgt 1,9 und damit belegt sie Platz 144 von 449 Fachzeitschriften. Plant Ecology ging aus der Zeitschrift Vegetatio hervor. Vegetatio wurde 1948 von Reinhold Tüxen und Josias Braun-Blanquet als Publikationsorgan der International Association of Vegetation Science (IAVS) gegründet.
Tüxen war zusammen mit Braun-Blanquet bis zu seinem Tod 1973 Chefredakteur. Im Anschluss übernahm für ihn Robert Whittaker und ab 1980 hatte Eddy van Maarel die Chefredaktion inne.
Vegetatio gehörte nie offiziell der IAVS, wodurch die Gesellschaft kein Mitspracherecht bei der Ausrichtung der Zeitschrift hatte und auch nichts gegen den enormen Preisanstieg machen konnte. 1990 wurde das Journal of Vegetation Science als offizielle Zeitschrift der IAVS gegründet und Eddy van Maarel, wechselte zu der neuen Zeitschrift als Chefredakteur. Vegetatio erschien noch bis 1996 und wurde dann in Plant Ecology umbenannt.